# Frankie Laine
Frankie Laine, pseudoniem van Francesco Paolo LoVecchio (Chicago, 30 maart 1913 – San Diego, 6 februari 2007), was een van de succesvolste en invloedrijkste Amerikaanse zangers uit de twintigste eeuw. Zijn bijnamen zijn onder andere 'Mister Rhythm', 'Old Leather Lungs' en 'Old Man Jazz'. Wereldwijd verkocht hij ongeveer tweehonderdvijftig miljoen grammofoonplaten.

## Biografie

### Beginjaren
Laine werd geboren als oudste van acht kinderen. Zijn ouders, Giovanni en Cresenzia Lovecchio, waren geëmigreerd vanuit Monreale op Sicilië. Laines vader werkte in Chicago als persoonlijke kapper van de gangster Al Capone.
Laine maakte kennis met de muziek door op de lagere school in het kerkkoor te zingen. Toen hij Al Jolsons film The Singing Fool zag, wist hij zeker dat hij muzikant wilde worden, en ging hij van school af. Op zeventienjarige leeftijd zong hij voor een zevenduizendkoppig publiek, en werd hij vijf maal teruggeroepen voor een toegift. Maar echt succes als zanger was toen nog zeventien jaar verder.
Laine vierde successen met nummers als Answer me, I Believe, Jezebel, Hey Joe, Granada, Jealousy, Mule Train, Cool Water en That Lucky Old Sun.

### Tweede carrière
In de jaren vijftig maakte Laine een soort tweede carrière door een flinke lijst titelsongs voor Hollywoodfilms in te zingen. Zijn gepassioneerd en energiek vertolkte versie van de (oorspronkelijk door Tex Ritter gezongen) titelsong, The Ballad of High Noon, van de westernfilm High Noon (uit 1952, van Fred Zinnemann, met Gary Cooper en Grace Kelly als sterren) leverde hem op slag grote internationale bekendheid en popularititeit op. In Nederland profiteerde Joop de Knegt met een cover van die grote hit flink van het succes mee. Andere films waarvoor hij zong waren Gunfight at OK Corral en Bullwhip. Zijn vertolking van de titelsong van de Mel Brooks-film Blazing Saddles leverde hem een Oscarnominatie op. Laine zong ook de begintune van de televisieserie Rawhide uit de jaren zestig in; dit werd een van de bekendste televisietunes aller tijden.

### Latere carrière
Laines carrière omspant meer dan zeventig jaar. Op zijn tachtigste verjaardag, in 1993 werd hij door het Amerikaanse National Congress uitgeroepen tot 'National Treasure'. In 1996 kreeg hij een Lifetime Achievement Award. Zijn laatste single nam hij op naar aanleiding van de aanslagen op 11 september 2001: hij droeg het nummer Taps/My Buddy op aan de brandweerlui van New York.

### Laatste jaren
Laine woonde in San Diego (Californië). Hij heeft nog tot op zeer hoge leeftijd opgetreden, onder andere in 2005 voor een muziekspecial van televisiezender PBS. Ondanks het feit dat hij kort daarvoor een lichte TIA had gehad, klonk zijn vertolking van That's My Desire nog zeer krachtig toen. Hij overleed op bijna 94-jarige leeftijd in het Mercy Hospital in San Diego aan een hartinfarct.

### Privéleven
In 1953 trouwde Laine met actrice Nan Grey. Hij adopteerde Greys twee dochters. In juli 1993 stierf Grey, en Laine hertrouwde in 1999 met Marcia Ann Kline, ook een actrice.

## Zangstijlen
Hij was gezegend met een zeer krachtige stem en kon hallen vullen zonder microfoon. Hij was een van de grootste 'hitmachines' uit de jaren veertig en vijftig, met meer dan zeventig hitnoteringen, eenentwintig gouden platen en alleen al in de Verenigde Staten honderdvijftien miljoen verkochte platen en albums. Laine was van origine een door blues beïnvloede jazz-zanger, maar beheerste nagenoeg iedere muziekstijl. Hij maakte dan ook muzikale uitstapjes naar gospel, folk, country, americana en rock-'n-roll. Zijn bijnaam 'Mister Rhythm' dankt hij aan zijn pompende jazzy stijl.
Laine liet zich inspireren door de zwarte muziek, en zijn zangstijl leek aanvankelijk niet aan te slaan. In plaats van zich keurig aan de 'maat' te houden, plaatste Laine juist graag de nadruk op de 'downbeat', in tegenstelling tot zijn tijdgenoten. Ook zijn voorkeur voor een melodielijn die niet exact dezelfde was als de melodie van de muzikale begeleiding zorgde ervoor dat het publiek erg aan Laine moest wennen. Echter toen het publiek hem eenmaal had omarmd, werd Laine ook een echte superster.
Hij werd wel 'de eerste blauwogige soulzanger' genoemd, waarmee bedoeld wordt dat hij als blanke muziek ging maken die oorspronkelijk door zwarten werd gemaakt. Hiermee baande hij de weg voor zangers als Elvis Presley.

## NPO Radio 2 Top 2000
| Nummers met noteringen in de NPO Radio 2 Top 2000 | '99  | '00  | '01  | '02  | '03  | '04  | '05  |
| ------------------------------------------------- | ---- | ---- | ---- | ---- | ---- | ---- | ---- |
| Rawhide                                           | 1492 | 1687 | 1925 | 1855 | 1700 | 1954 | 1811 |
| The Ballad of High Noon                           | 1403 | -    | 1975 | -    | 1909 | -    | -    |

1. ↑  Een '-' betekent dat het nummer niet was genoteerd en een vetgedrukt getal geeft de hoogste notering van een nummer aan.
2. ↑  Deze tabel is bijgewerkt tot en met de laatste editie (2024).